# Adriaan van der Stel
Adriaan van der Stel (mort à Ceylan, 25 mai 1646) était Opperhoofd de Maurice entre 1640 et 1645.

## Biographie

### Gouverneur de Maurice
Adriaan Van Der Stel a succédé à Cornelius Gooyer en tant que Opperhoofd. Il a débarqué sur l'île avec soixante-dix hommes, dont quarante étaient  invalides. Adriaan pensait qu'ils récupéreraient leur santé, mais 23 sont morts et le reste des blessés sont rentrés est revenu à Batavia, actuel Jakarta. 
Van der Stel a apporté avec lui diverses graines et fruits, y compris des plants de canne à sucre. Il a également apporté des lapins, des moutons, des oies, des canards, des pigeons et des cerfs. Après quelques années, ces animaux se sont multipliés et ont été sources de nouvelles provisions pour le passage des navires. 
Un minéralogiste de la Compagnie néerlandaise des Indes orientales (VOC) fut envoyé sur l'île pour faire une enquête levé sur l'île. En 1641 la VOC donna l'ordre à Van der Stel de couper tous les bois d'ébène de l'île. Pour mener à bien cette tâche, Van der Stel avait besoin de plus d'hommes. Il est allé à Madagascar où il a obtenu cent cinq esclaves, mais en quelques semaines, cinquante-deux d'entre eux se sont enfuis et seulement dix-huit ont été capturés. Pendant près de trois ans, Van der Stel et ses hommes purent envoyer six mille pièces d'ébène à Batavia. 
Sous sa gouvernance, il a mis une grande attention sur l'agriculture. Il est à l'origine de la culture du riz, de l'indigo, du tabac et de la canne sur l'île Maurice

## Famille
Son fils Simon van der Stel deviendra le premier gouverneur du Cap de Bonne-Espérance. 

Son petit-fils Willem Adriaan van der Stel deviendra le successeur de son père en tant que gouverneur du Cap de Bonne-Espérance. 